# Ортачальская ГЭС
Ортачальская ГЭС (Ортачала ГЭС) — гидроэлектростанция на реке Кура в Грузии, в центре города Тбилиси. 
Входит в состав Куринского каскада ГЭС, являясь его третьей ступенью. Строительство ГЭС было начато в 1951 году, первый агрегат ГЭС пущен в 1952 году. 
Помимо выработки электроэнергии, ГЭС решает задачу подъёма уровня реки в черте города Тбилиси, а также служит мостовым сооружением (Мост 300 арагвинцев).
Ортачальская ГЭС имеет редко встречающуюся конструкцию бычковой ГЭС (единственная станция такого типа на постсоветском пространстве). Конструктивно, ГЭС представляет собой бетонную плотину, имеющую три водоприёмных бычка и четыре водосбросных пролёта. В каждом бычке размещён гидроагрегат со всем необходимым для его работы оборудованием (за исключением монтажного крана грузоподъёмностью 100/20 т, обслуживающего все гидроагрегаты). По плотине ГЭС проложен мостовой переход.
Мощность ГЭС — 8 МВт, среднегодовая выработка — 90 млн.кВт·ч. В здании ГЭС установлено 3 гидроагрегата с вертикальными поворотно-лопастными турбинами, работающими при расчётном напоре 10,5 м (максимальный напор 12 м), максимальный расход через каждую турбину — 75 м³/сек. Турбины приводят в действие гидрогенераторы мощностью по 8 МВт.
В феврале 2009 года Ортачальская ГЭС была продана правительством Грузии с аукциона за $25 млн чешской компании Energo-Pro. Оборудование ГЭС устарело, нуждается в замене и реконструкции. В ближайшие 4 года в реконструкцию ГЭС планируется вложить $10 млн.